# Étrelles-sur-Aube
Étrelles-sur-Aube é uma comuna francesa na região administrativa de Grande Leste, no departamento de Aube. Estende-se por uma área de 10,43 km². Em 2010 a comuna tinha 158 habitantes (densidade: 15,1 hab./km²).